# Briefmarken-Jahrgang 1986 der Deutschen Bundespost Berlin
Der Briefmarken-Jahrgang 1986 der Deutschen Bundespost Berlin umfasste 20 Sondermarken und zwei Dauermarken.
Die Briefmarken dieses Jahrganges waren bis zum 31. Dezember 1991 frankaturgültig.
Der Nennwert der Marken betrug 15,20 DM; dazu kamen 3,80 DM als Zuschlag für wohltätige Zwecke.
In diesem Jahr begann die neue Dauermarkenserie „Frauen der deutschen Geschichte“ mit zunächst zwei Ausgaben, diese erschienen zeitgleich auch mit der Aufschrift Deutsche Bundespost.
Von dieser Serie wurden bis zum Ende der Deutschen Bundespost Berlin 17 Werte ausgegeben.

## Liste der Ausgaben und Motive
Legende
- Bild: Eine bearbeitete Abbildung der genannten Marke. Das Verhältnis der Größe der Briefmarken zueinander ist in diesem Artikel annähernd maßstabsgerecht dargestellt. Sollten keine Marken abgebildet sein, liegt es daran, dass das Urheberrecht des Künstlers noch nicht erloschen ist.
- Beschreibung: Eine Kurzbeschreibung des Motivs und/oder des Ausgabegrundes. Bei ausgegebenen Serien oder Blocks werden die zusammengehörigen Beschreibungen mit einer Markierung versehen eingerückt.
- Wert: Der Frankaturwert der einzelnen Marke in Pfennig. Ein „+“ bedeutet, dass es sich um eine Zuschlagsmarke handelt (= Frankaturwert + Spende).
- Ausgabedatum: Das Datum des erstmaligen Verkaufs dieser Briefmarke.
- Auflage: Soweit bekannt, wird hier die zum Verkauf angebotene Anzahl dieser Ausgabe angegeben.
- Entwurf: Soweit bekannt, wird hier angegeben, von wem der Entwurf dieser Marke stammt.
- Mi.-Nr.: Diese Briefmarke wird im Michel-Katalog unter der entsprechenden Nummer gelistet.

| Sondermarken |                                                                                             |                  |                       |                      |                     |                      |
| Bild         | Beschreibung                                                                                | Werte in Pfennig | Ausgabe- datum (1986) | Auflage              | Entwurf             | Mi.-Nr.              |
|              | 100. Geburtstag von Wilhelm Furtwängler Noten der Violin-Sonate D-Dur                       | 80               | 16. Januar            | 7.082.000            | Bernd Görs          | 750                  |
|              | Sporthilfe 1986 - Jugend-Europameisterschaften im Schwimmen, in Berlin                      | 80+40            | 13. Februar           | 2.334.197            | Hans Peter Hoch     | 751                  |
|              | - Weltmeisterschaften im Springreiten, in Aachen                                            | 120+55           | 13. Februar           | 1.985.523            | Hans Peter Hoch     | 752                  |
|              | 100. Geburtstag von Ludwig Mies van der Rohe Hintergrund „Neue Nationalgalerie“             | 50               | 13. Februar           | 8.500.000            | Bernd Görs          | 753                  |
|              | Für die Jugend 1986: Handwerksberufe - Glaser                                               | 50+25            | 10. April             | 2.421.356            | Heinz Schillinger   | 754                  |
|              | - Schlosser                                                                                 | 60+30            | 10. April             | 2.400.733            | Heinz Schillinger   | 755                  |
|              | - Schneider                                                                                 | 70+35            | 10. April             | 2.391.189            | Heinz Schillinger   | 756                  |
|              | - Tischler                                                                                  | 80+40            | 10. April             | 2.397.546            | Heinz Schillinger   | 757                  |
|              | Europatag der Gemeinden und Regionen in Berlin Stadtsilhouette, Flaggen europäischer Länder | 60               | 10. April             | 6.089.000            | Fritz Lüdtke        | 758                  |
|              | 100. Todestag von Leopold von Ranke                                                         | 80               | 5. Mai                | 6.089.000            | Reinhold Gerstetter | 759                  |
|              | 100. Geburtstag von Gottfried Benn                                                          | 80               | 5. Mai                | 6.089.000            | Rudi Schmidt        | 760                  |
|              | Portale und Tore in Berlin - Charlottenburger Tor                                           | 50               | 20. Juni              | 19.589.000           | Jacek Kanior        | 761                  |
|              | - Greifentor, Schloss Glienicke                                                             | 60               | 20. Juni              | 6.489.000            | Hans Joachim Fuchs  | 762                  |
|              | - Elefantentor, Zoologischer Garten                                                         | 80               | 20. Juni              | 7.839.000            | Bernd Maurer        | 763                  |
|              | 200. Todestag von König Friedrich dem Großen „Flötenkonzert“, Gemälde von Adolph von Menzel | 80               | 14. August            | 11.589.000           | Bernd Görs          | 764                  |
|              | Wohlfahrtsmarken 1986: Kostbare Gläser - Kantharos, (1. Jahrhundert)                        | 50+25            | 16. Oktober           | 11.725.000           | Peter Steiner       | 765                  |
|              | - Becher mit Schlangenfadenmuster, (um 200)                                                 | 60+30            | 16. Oktober           | 7.152.000            | Peter Steiner       | 766                  |
|              | - Kännchen mit Fadenauflage, (3. Jahrhundert)                                               | 70+35            | 16. Oktober           | 5.343.000            | Peter Steiner       | 767                  |
|              | - Diatretbecher, (4. Jahrhundert)                                                           | 80+40            | 16. Oktober           | 11.213.000           | Peter Steiner       | 768                  |
|              | Weihnachtsmarke 1986 Anbetung der Könige, rechter Flügel des Ortenberger Altars             | 50+25            | 13. November          | 6.189.000            | Fritz Lüdtke        | 769                  |
| Dauermarken  |                                                                                             |                  |                       |                      |                     |                      |
| Bild         | Beschreibung                                                                                | Werte in Pfennig | Ausgabe- datum (1986) | Auflage Berlin, Bund | Entwurf             | Mi.-Nr. Berlin, Bund |
|              | Dauermarkenserie: Frauen der deutschen Geschichte - Christine Teusch                        | 50               | 13. November          | 72.413.000           | Gerd Aretz          | 770 1304             |
|              | - Clara Schumann                                                                            | 80               | 13. November          | 30.413.000           | Gerd Aretz          | 771 1305             |